# فرانك ماير (لاعب كرة قدم أمريكية)
فرانك ماير (بالإنجليزية: Frank Mayer)‏ هو لاعب كرة قدم أمريكية أمريكي، ولد في 18 يونيو 1902 في غلينكو في الولايات المتحدة، وتوفي في 24 مارس 1960.

## وصلات خارجية
- فرانك ماير على موقع مرجع كرة القدم المحترفة.كوم (الإنجليزية)